# 平井真美子
平井 真美子（ひらい まみこ、1976年 - ）は、日本の作曲家、ピアニスト。夫はシンガー・ソングライターの森山直太朗。ミュージシャンの森山奈歩は義姉、森山良子は義母にあたる。

## 略歴
京都府出身。桐朋学園大学音楽学部ピアノ科卒業。2003年、自身のソロユニット「pianetta」のオリジナルCD「elements」を発売。現在、映画（松竹映画『60歳のラブレター』など）をはじめ、CM（資生堂「マキアージュ」、キユーピー「深煎りゴマドレッシング」、第一三共ヘルスケア「カコナール2」など）、TV番組（NHK『中学生日記』など）に加え、展覧会などの音楽を作曲・演奏している。その時々の想いをピアノで書き綴る「Piano Diary」をライフワークとし、ピアノソロライブ活動を精力的に展開中。
脚本家の遊川和彦、映画監督の深川栄洋の作品に起用されることが多い｡

## 作品
- 60歳のラブレター
- 白夜行
- にっぽん縦断 こころ旅
- 過保護のカホコ
- 希望ヶ丘の人びと
- 恐妻家宮本
- ハケン占い師アタル
- そらのレストラン
- 同期のサクラ
- 35歳の少女
- となりのチカラ
- 家庭教師のトラコ
- 満天のゴール
- リラの花咲くけものみち